# Balls of Fury
Balls of Fury (Brasil: Bolas em Pânico / Portugal: Não Me Toques nas Bolas) é um filme de comédia estadunidense de 2007 dirigido por Ben Garant, e estrelado por Dan Fogler, George Lopez, Christopher Walken e Jason Scott Lee. O filme foi lançado nos Estados Unidos em 29 de agosto de 2007. Este foi o primeiro filme de lançamento nos cinemas de Jason Scott Lee, desde Soldier de 1998.

## Sinopse
Um ex fenômeno de tênis de mesa profissional, Randy Daytona, é recrutado para um redemoinho quando o agente do FBI Ernie Rodriguez o convoca para uma missão secreta. Randy está determinado a se recuperar e a vencer em uma competição perigosa, em que o perdedor está marcado para morrer e o principal adversário é um perigoso chefe do crime.

## Elenco
- Dan Fogler como Randy Daytona
- Christopher Walken como Feng

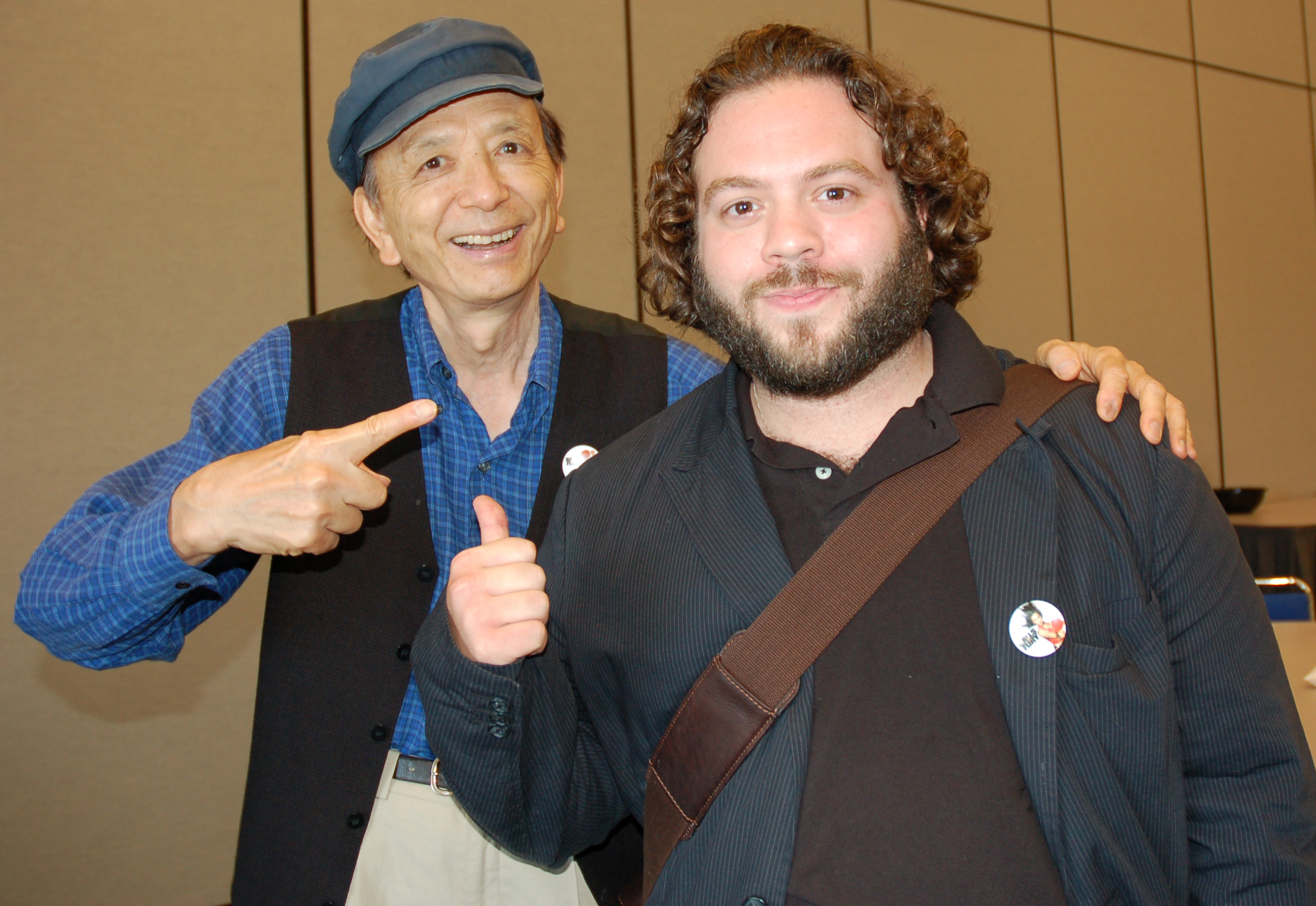
James Hong com Dan Fogler em 2007 na convenção da Comic-Con para um painel sobre o filme

- George Lopez como Agente Ernie Rodriguez
- Maggie Q como Maggie Wong
- James Hong como Master Wong
- Robert Patrick como Sgt. Pete Daytona
- Aisha Tyler como Mahogany
- Thomas Lennon como Karl Wolfschtagg
- Diedrich Bader como Gary
- Cary-Hiroyuki Tagawa como Misterioso homem asiático
- Jason Scott Lee como Eddie
- Terry Crews como Freddy Fingers Wilson
- Patton Oswalt como "The Hammer"
- David Koechner como Rick the Birdmaster

## Recepção e bilheteria
A partir de 19 de maio de 2008, o filme teve uma pontuação de 38 em 100 no Metacritic baseado em 27 avaliações. No Rotten Tomatoes, 23% dos críticos deram opiniões positivas do filme, baseado em 125 comentários (29 "fresco", 96 "podre"). O filme estreou bem na bilheteria norte-americana (fim de semana de abertura) arrecadando $14,312,850. Bruto final (4 de novembro de 2007) acabou sendo $32,844,290.

## Vídeo game
Dois jogos de vídeo com base em Balls of Fury foram lançados para Wii e Nintendo DS por Black Lantern. O enredo envolve uma competição de tênis de mesa no subsolo, baseado no filme. Eles foram liberados em 9 de setembro de 2007 (DS) e 25 de setembro de 2007 (Wii). Ambos receberam muito pobres comentários dos scríticos.